# Sen Kasandry
Sen Kasandry (oryg. Cassandra’s Dream) – amerykańsko-brytyjsko-francuski film z 2007 roku w reżyserii Woody’ego Allena.

## Obsada
| Postać       | Aktor           |
| ------------ | --------------- |
| Ian          | Ewan McGregor   |
| Terry        | Colin Farrell   |
| Boat Owner   | Peter-Hugo Daly |
| Ojciec       | John Benfield   |
| Matka        | Clare Higgins   |
| Lucy         | Ashley Madekwe  |
| Jerry        | Andrew Howard   |
| Angela Stark | Hayley Atwell   |
| Kate         | Sally Hawkins   |
| Mel          | Stephen Noonan  |
| Fred         | Dan Carter      |
| Director     | Richard Lintern |
| Helen        | Jennifer Higham |
| Howard       | Tom Wilkinson   |